# Delta4-3-ossosteroide 5beta-reduttasi
La DELTA4-3-ossosteroide 5beta-reduttasi è un enzima appartenente alla classe delle ossidoreduttasi, che catalizza la seguente reazione:
(1) 5β-colestan-3-one + NADP+ ⇄ colest-4-en-3-one + NADPH + H+;;(2) 17,21-diidrossi-5β-pregnano-3,11,20-trione + NADP+ ⇄ cortisone + NADPH + H+
L'enzima umano catalizza efficientemente la riduzione del progesterone, androstenedione, 17α-idrossiprogesterone e testosterone a metaboliti 5β-ridotti; può anche agire sull'aldosterone, corticosterone e cortisolo, ma non con un ampio raggio[8]. Gli intermedi acidi biliari 7α,12α-diidrossi-4-colesten-3-one e 7α-idrossi-4-colesten-3-one possono agire come substrati [9].